# 1987年长子县化肥厂污染水源事故
1987年长子县化肥厂污染水源事故是指在1987年1月2日，由山西省长治市长子县化肥厂引起的严重污染饮用水源的事故。经山西省政府联合调查组调查认定，这次事故中，饮用污染水的共有7个单位23628人，引起以消化道症状为主的急性中毒反应的有15457人。

## 背景
在此水源事故发生之前，长子县化肥厂对南漳河水的污染已有10年之久。
长子县化肥厂于1971年开始筹建，1976年正式投产。该厂从选址、设计、施工直至投产均未考虑对环境的污染，也没有防治污染的措施。投产后，每天排放含有氨氮、氰化物、硫化物等有毒有害物质的工业废水3000吨左右。这些废水不经任何处理，直接排入南漳河。而南漳河是当时长治市的主要饮用水水源，化肥厂下游惠丰机械厂、淮海机械厂自备电厂的生产用水和1.8万多名职工、家属的生活用水就取自该河。
迫于外界压力，长子县化肥厂从1983年2月至12月曾采取了蓄水农灌不向河中排污措施，但后来水满外溢，土坝决口，从1984年2月起，污水又直接排入南漳河。
1985年5月，长子县化肥厂因产品滞销而停产。1986年9月5日，长子县化肥厂在不具备废水综合治理条件的状况下恢复了生产，使大量超标污水又源源流入南漳河。

## 事故发生
1987年1月2日，长子县化肥厂碳化车间组织人员清除母液贮槽中的碳铵结晶。由于未事先作好准备，就先去打开碳化塔的人孔盖，而母液贮槽中根本没有碳铵结晶，致使大量碳酸氢铵母液从人孔喷出流入地沟。虽然从出事点到河边排污口有数百米之遥，然而在场的副厂长原杰和碳化车间主任解承先没有采取任何措施，听任15.7立方米母液顺流排入南漳河。时任厂长安英、副厂长原杰在事故发生后，既不向上级有关部门报告，也没有通知高河水厂及下游用水单位，直至数日后事情败露。

## 事故后果
事后，惠丰机械厂、淮海机械厂及附近农村2.7万余人因饮用受污染水而相继出现腹泻、头痛、咳嗽等症状，工廠部分设备受腐蚀；淮海机械厂自备电厂20余万尾罗非鱼死亡；惠丰机械厂废品率大幅上升，当月军品外贸任务未能完成，收入减少333.5万元。
在事故调查初期，安英隐瞒真相，谎称事故原因是阀门冻裂，并说排入河内的母液只有一立方米。
1987年，长子县人民检察院经立案侦查，认定长子县化肥厂原任厂长安英、副厂长原杰已构成玩忽职守罪，对原杰向法院提起公诉，而安英认罪态度较好免予起诉。1988年4月，长子县人民法院对该厂原分管生产的副厂长原杰以玩忽职守罪判处有期徒刑6个月，缓刑一年。
该事故被列为1987年中华人民共和国十大环境新闻之一。